# Mostec (potok)
Mostec je potok, ki izvira na ljubljanskem Rožniku, v dolinici Mostec (blizu smučarskih skakalnic). Izliva se v umetno urejeni Koseški bajer, od tam pa se voda izteka v potok Pržanec. Nadaljnja vodna pot: Glinščica - Gradaščica - Ljubljanica.